# Asparagus plocamoides

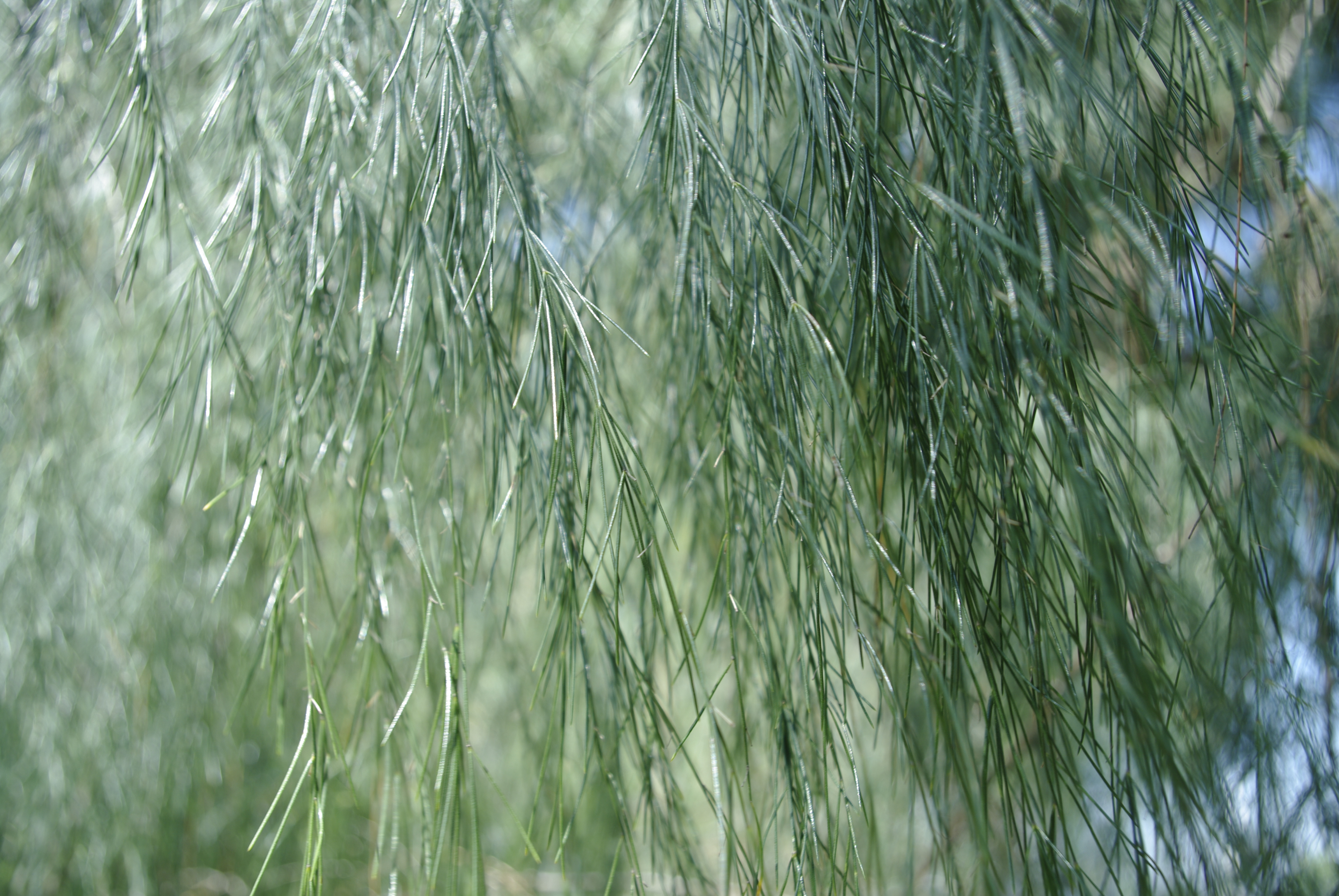
Hojas

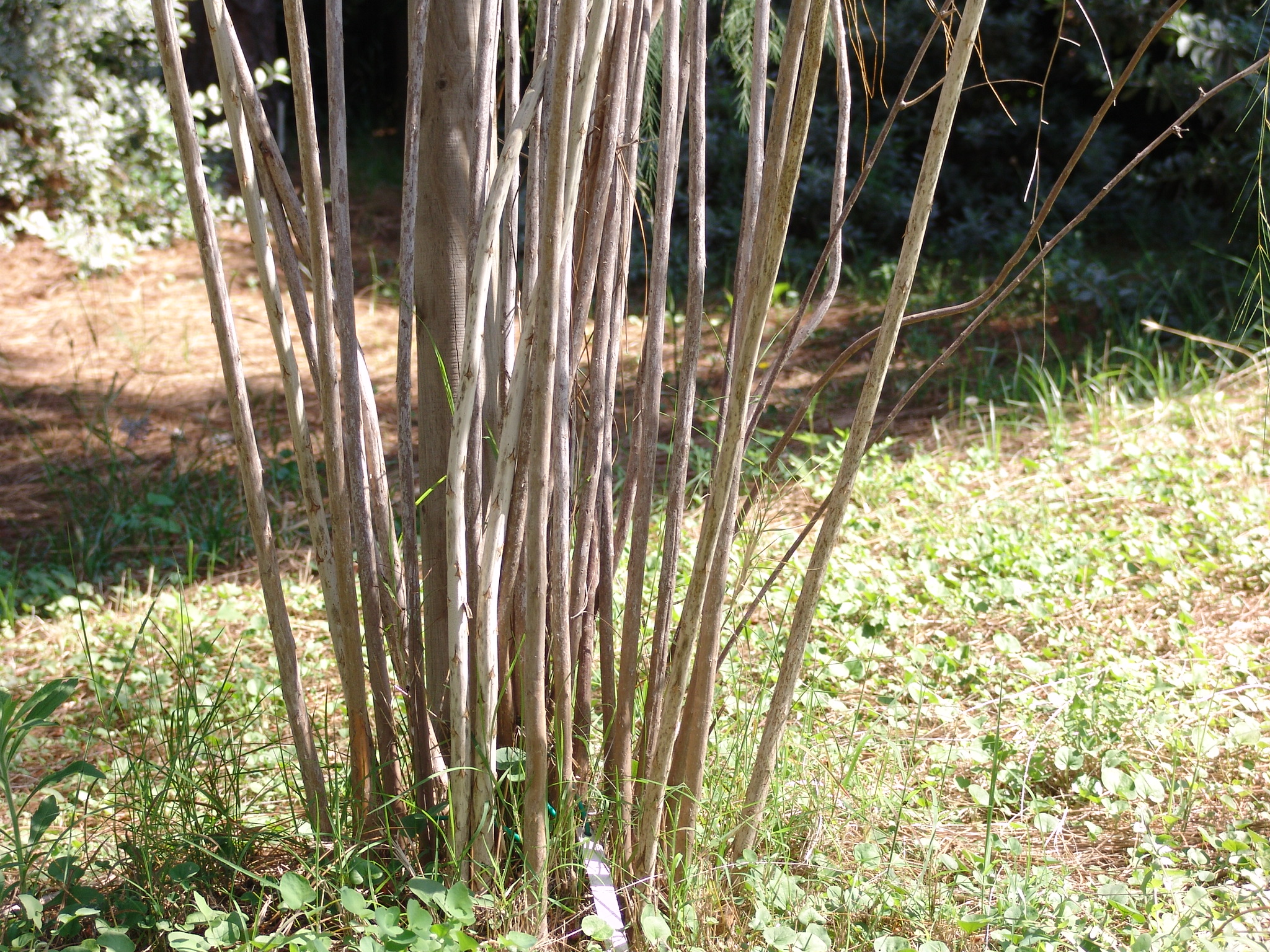
Tallos

Asparagus plocamoides es una especie de planta de la familia Asparagaceae. 

## Distribución
Es un endemismo presente en todas las islas del archipiélago de Canarias.

## Descripción
Dentro del género se diferencia por tratarse de un arbusto con ramas péndulas, con cladodios no espinosos, que miden menos de 3,5 cm, muy finos y no carnosos, dispuestos en fascículos laxos de 2-3. Las ramas no son papilosas ni escabrosas y los frutos son rojizos.

## Taxonomía
Asparagus plocamoides fue descrita por   Webb ex Svent. y publicado en Index Seminum (Agron. Investig. Nat. Hispan. Inst.) 1968: 43 1969.
Etimología
Ver: Asparagus
plocamoides: epíteto que alude al parecido de esta planta con Plocama pendula. 
Sinonimia
- Asparagus scoparius var. plocamoides (Webb) Bolle[3][4]

## Nombre común
- Castellano: esparragón colgante.